# Felix M. Lartey
Felix Michael Lartey (* im 20. Jahrhundert) ist ein ghanaischer Richter, er war Chief Justice in Gambia.

## Leben
Lartey (Schreibvariante Felix Larty) war Oberster Richter (englisch Chief Justice) von Gambia 1999 bis 2001.
In dieser Zeit war er Vorsitzender der Untersuchungskommission (Commission of Inquiry into Public Disturbances of 10th and 11th April 2000), die die Studentenproteste vom 10. und 11. April 2000 ab Ende Mai 2000 untersuchte sollte, bei dem 14 Menschen zu Tode kamen. Zu der Kommission gehörten noch: Joseph H. Joof, Rev. Titus Awotwi Pratt, J. M. B. Abraham, Bai Ndongo Faal, Aja Ndey Kumba Sosseh, Alh. Momodou Ousman Njie, Alh. Ousman Jah, Kebba B. Sarr, der leitender Rechtsanwalt Joseph Wowo und Rechtsanwalt Almami Taal. Der Bericht der Kommission, die ihre Arbeit im August 2000 beendete, wurde erst 2018 der Öffentlichkeit zugänglich gemacht.
Vom 15. Oktober 2004 bis zum April 2005 war er als Richter am Supreme Court von Ghana tätig.